# Metone (satèl·lit)
Metone, també conegut com a Saturn XXXII (designació provisional S/2004 S 1), és un satèl·lit natural molt petit de Saturn. És una de les tres petites llunes conegudes com les alciònides que habiten entre les òrbites de Mimas i Encèlad. Va ser observat per primera vegada per la Cassini Imaging Team.
El nom de Metone va ser aprovat per la Unió Astronòmica Internacional el 21 de gener del 2005, i va ser ratificat en assemblea el 2006. Metone era una de les alciònides, les set boniques filles del gegant Alcioneu.
Metone està visiblement afectat per una ressonància orbital amb Mimas, molt més gran que ell. Això fa que els seus elements osculants orbitals variïn amb una amplitud d'uns 20 km en l'eix semimajor, i uns 5º de longitud en un lapse de temps d'uns 450 dies. L'excentricitat també varia en diferents rangs d'entre 0,0011 i 0,0037, i la inclinació entre 0,003º i 0,020º.

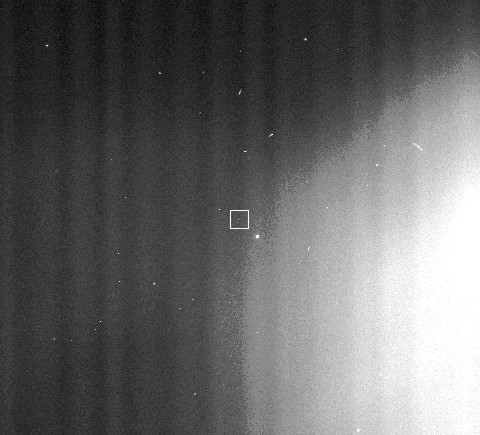
Imatge de la descoberta de Metone l'1 de juny del 2004.